# Hashimoto Sanai

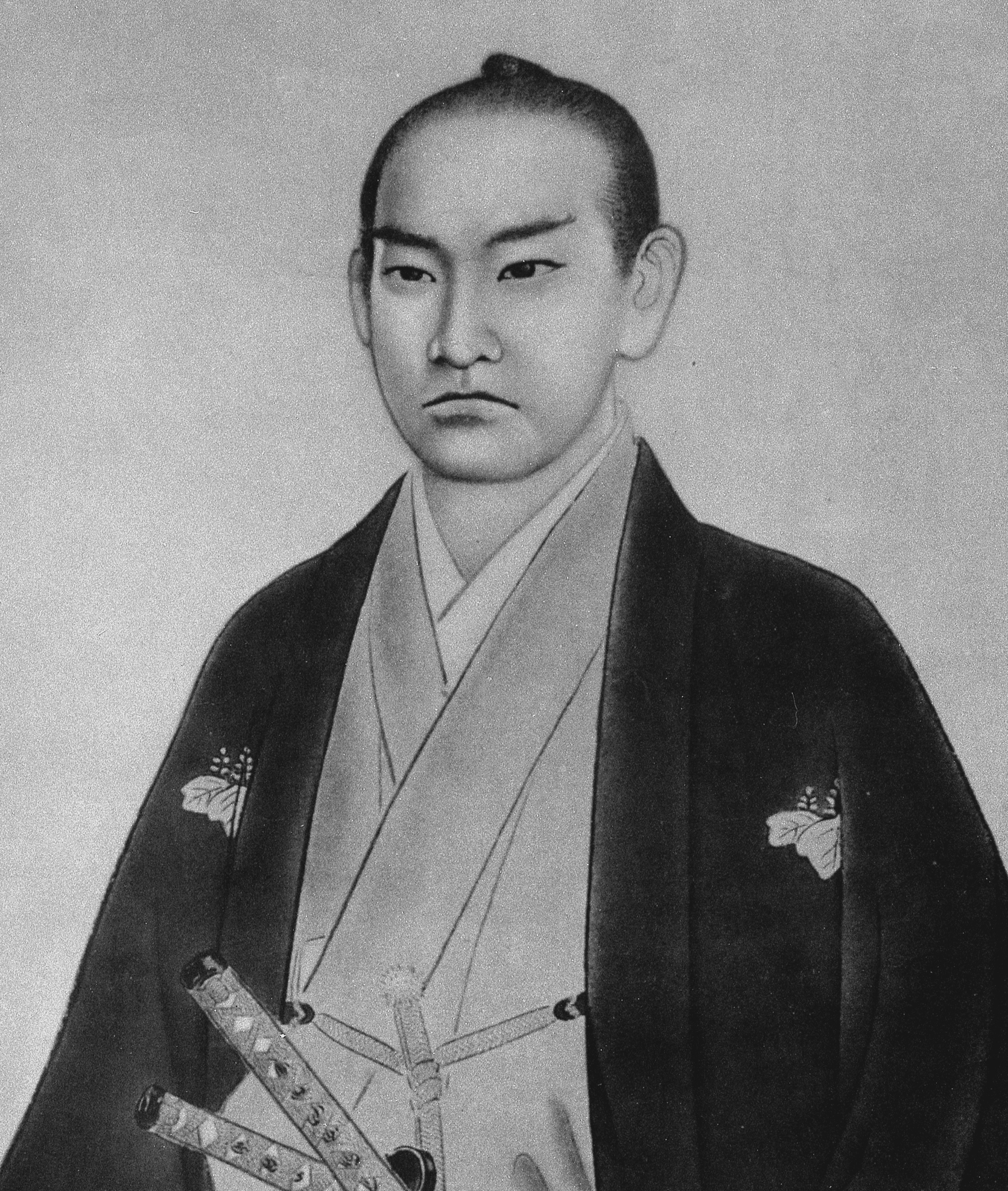
Hashimoto Sanai

Hashimoto Sanai (japanisch 橋本 左内, Go: Keigaku (景岳); geboren 19. April 1834 in Fukui (Provinz Echizen); gestorben 1. November 1859 in Edo) war ein japanischer Arzt und politischer Reformer.

## Leben und Wirken
Hashimoto Sanai wurde als Sohn des Arztes des Fukui-Han Hashimoto Nagatsuna (橋本長綱; 1804–1851) geboren. Mit 15 Jahren besuchte er die Schule „Tekiteki-saijuku“ (適々斎塾) von Ogata Kōan. In der Zeit verfasste er die Schrift „Keihatsuroku“ (啓発録), etwa „Notizen zum Begriff Aufklärung“. Nach Abschluss seiner Ausbildung und weiteren Studien wurde Hashimoto Leiter der Han-Schule „Meidōkan“ (明道館). 1854 ging er zur Weiterbildung nach Edo, studierte die westlichen Wissenschaften (Rangaku), lernte Englisch und erwarb sich Grundkenntnisse in Deutsch. 1857 wurde er von seinem Fürsten, dem Daimyō Matsudaira Yoshinaga (1828–1890), nach Edo geholt, um Reformen des Shogunats voranzutreiben. 1858 wurde Hashimoto nach Kyōto gesandt, um Unterstützung des Hofadels für Hitotsubashi Yoshinobu als zukünftigen Shōgun zu erhalten, da dieser mit den Reformern sympathisierte.
Hashimoto wurde im Rahmen der Ansei-Säuberung getötet. Die Säuberung wurde vom Kanzler des Shōguns Ii Naosuke angeordnet, um alle Reformpläne und die Widerstände gegen den Harris-Vertrag zu brechen. Hashimoto wird irrtümlicherweise für einen Märtyrer gehalten, der zu denen gehörte, die das Tokugawa-System stürzen wollten. In Wirklichkeit setzte er sich nur für gemäßigte Reformen des aktuellen Systems ein. Hashimoto verband dabei die Erkenntnisse, die durch das westliche Wissen vermittelt wurden, mit dem Nationalismus der Mito-Schule. Diese Verbindung wurde dann später die Grundlage für die Meiji-Restauration im Jahr 1868.